# Sodoma y Gomorra

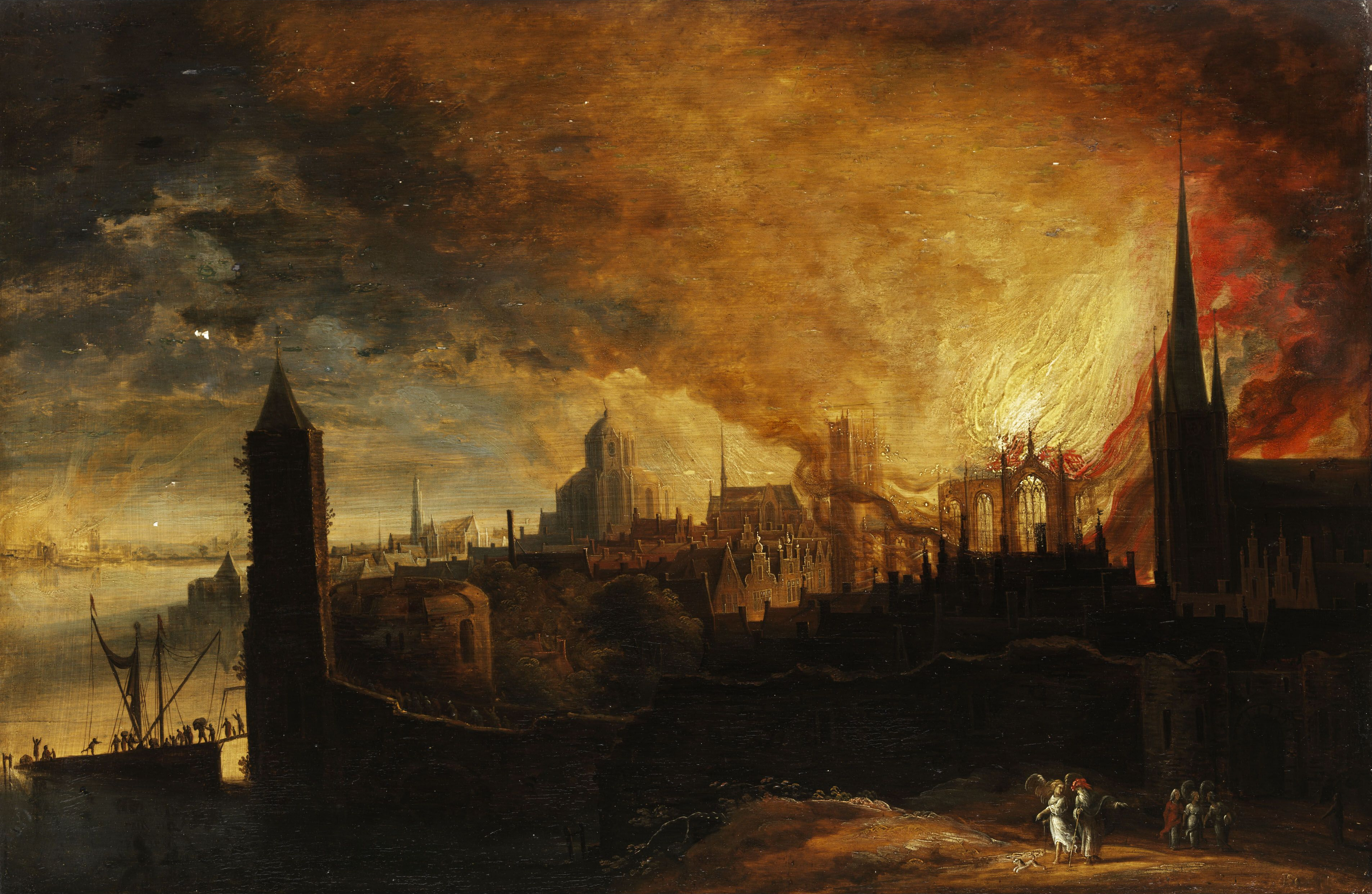
Sodoma y Gomorra en llamas, por Daniel van Heil (c. 1650).

En las religiones abrahámicas, Sodoma (en hebreo, סְדוֹם Səḏōm) y Gomorra (en hebreo, עֲמוֹרָה ʿĂmōrāh) son dos antiguas ciudades mencionadas en la Biblia. La tradición bíblica las sitúa al sur del mar Muerto, en la actual Jordania, pero su ubicación sigue siendo incierta. Según el Apocalipsis es probable que Sodoma esté en el actual Egipto. Ocupaban un área aproximadamente circular en el valle inferior del mar Muerto, actualmente sumergido por sus aguas saladas. Su fondo registra una profundidad de 15 a 20 m, mientras para el norte de la península, el fondo desciende rápidamente hasta una profundidad de 400 m
Según el relato bíblico, Sodoma, donde vive Lot, pariente de Abraham, y la vecina ciudad de Gomorra son destruidas por azufre y fuego, víctimas de la ira divina, por pecados cuya naturaleza se debate ―algunos hablan del orgullo, la inhospitalidad, el abuso sexual e incluso la homosexualidad―, perdonando, sin embargo, a Lot y a su pueblo. El Corán habla de la destrucción de la «ciudad de Lot» y de las «ciudades derribadas» sin nombrarlas.
En el siglo IV, Agustín de Hipona fue el primer autor cristiano que asoció el crimen de los habitantes de Sodoma con la homosexualidad. Dado que una ley del emperador bizantino Justiniano I del año 543 menciona explícitamente este episodio, se ha utilizado habitualmente para justificar la represión de la homosexualidad o de otros tipos de relaciones sexuales con finalidad no reproductiva.
Se han planteado diversas hipótesis para localizar las dos ciudades y explicar su destrucción.

## En la Biblia

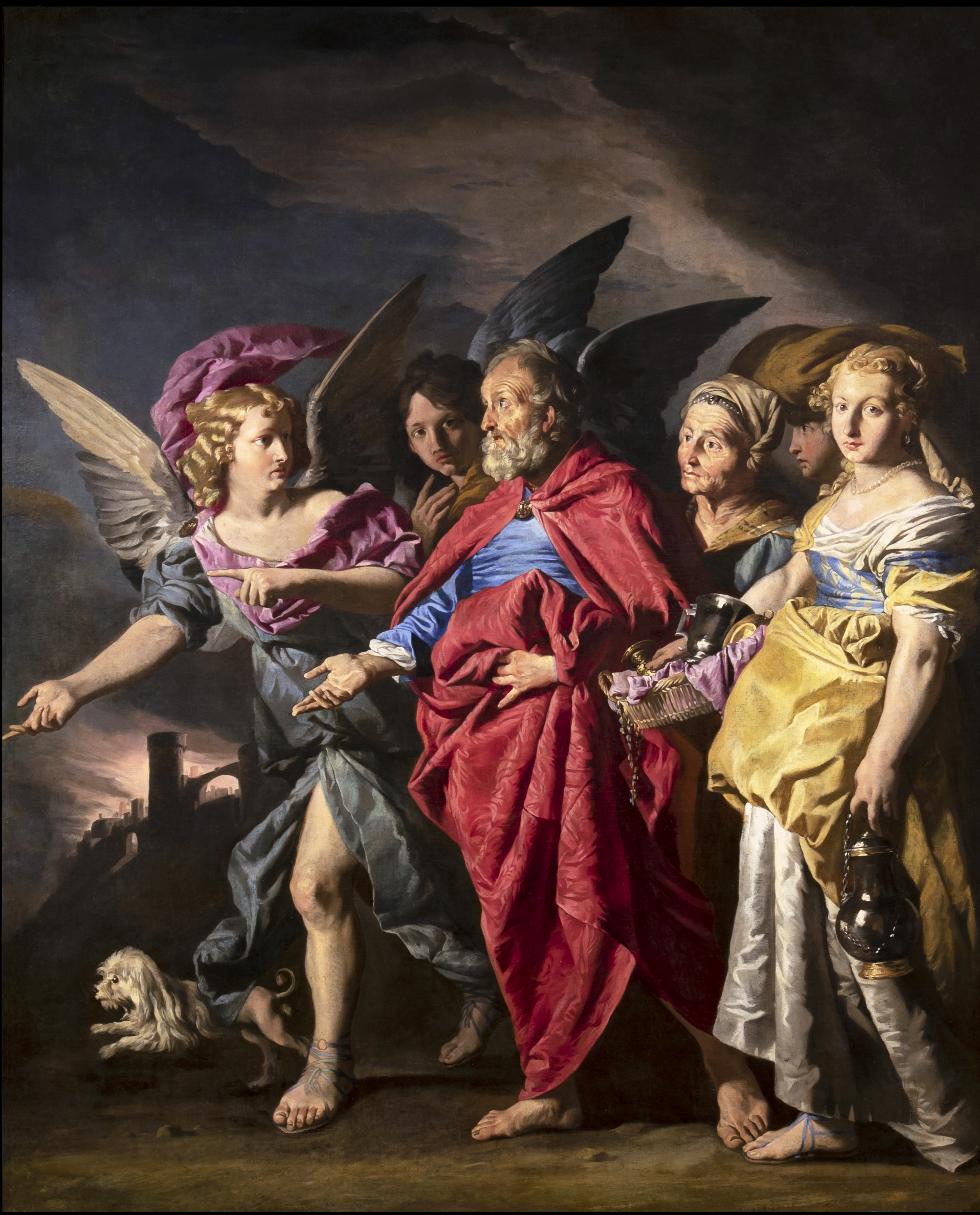
Huida de Sodoma, por Matthias Stom (c. 1650).

Sodoma y Gomorra se mencionan en el Génesis, después de que Abraham regresase del Egipto. Los habitantes de ambas ciudades son descritos como grandes pecadores contra Dios.
Algunos escritos judaicos clásicos enfatizan los aspectos de crueldad y la inhospitalidad con los forasteros. Una tradición rabínica, expuesta en la Misná, afirma que los pecados de Sodoma estaban relacionados con la ganancia y el apego excesivo a la propiedad y las riquezas, que son interpretados como señales de falta de compasión. Algunos textos rabínicos acusan a los sodomitas de ser blasfemos y sanguinarios. Otra tradición rabínica indica que Sodoma y Gomorra trataban a los visitantes de forma sádica. Uno de los crímenes cometidos contra los forasteros es casi idéntico al de Procusto, en la mitología griega, otorgando respeto a la «cama de Sodoma», en la cual todos los visitantes eran obligados a dormir. Si los huéspedes eran más altos eran amputados, y si eran más bajos eran estirados hasta alcanzar el largo de la cama.
Según el libro del Génesis, dos ángeles de Dios le dicen a Abraham que «el clamor de Sodoma y Gomorra se ha multiplicado, y por tanto su pecado se ha agravado mucho». Abraham, entonces, intercede consecutivas veces por el pueblo sodomita, y Dios, al final, le responde que, si hubiera en Sodoma diez justos en la ciudad, no sería destruida.
Cuando los habitantes de Sodoma descubrieron que Lot había recibido a dos forasteros ―los ángeles―, fueron hasta su casa para violarlos. Lot intentó persuadirles diciendo: «Por favor, hermanos, no hagáis esta maldad. Mirad, aquí tengo dos hijas que aún no han conocido varón. Os las sacaré y haced con ellas como bien os parezca; pero a estos hombres no les hagáis nada, que para eso han venido al amparo de mi techo». Cegando a los hombres que estaban junto a la puerta de la casa de Lot, por querer abusar de los ángeles enviados por Dios, los ángeles sacan al patriarca y a su familia de la ciudad y les dan la orden de seguir siempre en dirección a las montañas sin mirar para atrás. La esposa de Lot, sin embargo, desobedeció la orden dada, miró hacia atrás y fue transformada en estatua de sal. Entonces, en consonancia con el Génesis, se inicia la destrucción de Sodoma y de toda la llanura de aquella región. 
Los textos proféticos, como Ezequiel (cap. 16, v. 49), explican que Sodoma y Gomorra fueron destruidas por su orgullo, su descuido y no haber ayudado a pobres e infelices.

## En la cultura popular
Sodoma y Gomorra se han usado a lo largo de la historia como metáforas del pecado de la represión y control del sexo humano. Es también el origen de la palabra sodomía, un término usado en el pasado para describir actos sexuales bajo la etiqueta de «delitos contra natura», principalmente el sexo anal u oral (particularmente homosexual), contra la voluntad y la zoofilia en la forma de acto de manipulación de imágenes.

## Hipótesis científica sobre el relato
Desde el punto de vista de la arqueología, Sodoma y Gomorra es un relato sin ninguna evidencia que indique su existencia y posterior desastre, al menos hasta ahora.

### Planisferio sumerio

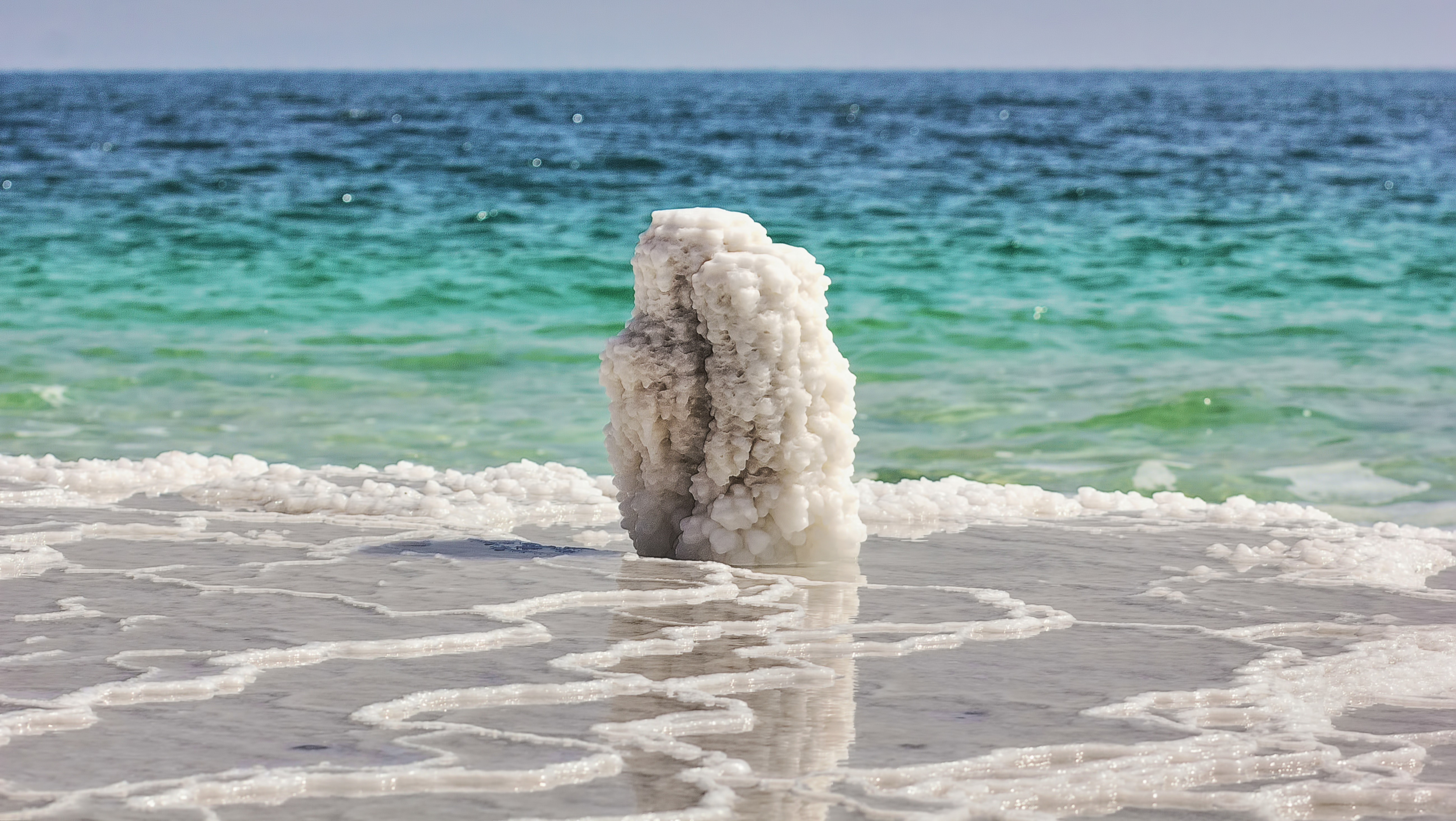
Poste de sal en el mar Muerto. Según el libro del Génesis, la esposa de Lot fue convertida en estatua de sal tras volver la mirada hacia atrás, cuando Sodoma era destruida, habiéndosele instruido no hacerlo.

En 2008, una pieza de arcilla conocida como «planisferio» ―descubierta por Henry Layard a mediados del siglo XIX― fue analizada por los investigadores Alan Bond ―de la empresa Reaction Engines― y Mark Hempsell ―de la Universidad de Brístol―, quienes descubrieron que la placa había sido escrita por un astrónomo sumerio, donde los relatos databan de la noche del 29 de junio de 3123 a. C. en el calendario juliano. Los investigadores afirman que la mitad de la placa contiene informaciones sobre posiciones planetarias y de nubes y la otra mitad es una observación de un asteroide con dimensiones mayores de un kilómetro.
Según Mark Hempsell, con base en el tamaño y ruta descritos, existe la posibilidad de que este asteroide hubiera chocado contra los Alpes austríacos en la región de Köfels. No hubo cráter que pudiera evidenciar la explosión, por el hecho de que éste habría volado próximo al suelo, dejando un rastro de destrucción causado por la onda supersónica. Su rastro habría generado una bola de fuego con temperaturas próximas a 400 °C y devastado aproximadamente una superficie de un millón de kilómetros cuadrados. Hempsell sugiere que la nube de humo a consecuencia de la explosión del asteroide alcanzó el monte Sinaí, algunas regiones de Oriente Medio y el norte de Egipto, causando varias víctimas. La escala de devastación se asemeja con lo relatado en el Antiguo Testamento en la destrucción de las ciudades de Sodoma y Gomorra.
La destrucción ardiente de Sodoma y Gomorra y la existencia de pozos de betún o asfalto en aquella región son descritas en la Biblia (Génesis 14:3,19:12-28). Muchos peritos creen que las aguas del mar Muerto tal vez se hayan elevado en el pasado y hayan extendido la extremidad meridional del mar en una considerable distancia, cubriendo así lo que tal vez haya sido el lugar de esas dos ciudades.
Exploraciones hechas en esta región demuestran que es un área quemada de aceite y asfalto. Acerca de este asunto dice el libro Light From the Ancient Past, de Jack Finegan (1959, p. 147): «Una cuidadosa investigación geológica y arqueológica de la evidencia literaria apunta hacia la conclusión de que las infames “ciudades de la llanura” (Génesis 19:29) estaban en el lugar que ahora está sumergido... y que su ruina fue causada por un gran terremoto, probablemente acompañado por relámpagos, explosiones de gas natural y una deflagración general».

### Tell el-Hammam
Investigadores han relacionado las historias bíblicas con el yacimiento arqueológico de Tell el-Hammam, ubicado en la llanura de Jordania, a 12,6 kilómetros al noreste del Mar Muerto. Científicos han descubierto que este sitio fue destruido cerca del siglo XVII a. C. por un cometa que se desintegró en una enorme bola de fuego a unos 4 kilómetros sobre el suelo, dejando una explosión estimada en una potencia 1.000 veces mayor a la bomba de Hiroshima,si bien algunos datos fueron cuestionados por otros académicos. La afirmación de que el sitio podría corresponder a la auténtica Sodoma y Gomorra bíblica fue muy popular, pero fue negada terminantemente por la mayoría de expertos.La Sociedad de Arqueología Bíblica rechazó la identificación debido a supuestamente ser inconsistente con la cronolología bíblica.